# Růžová vyhlídka

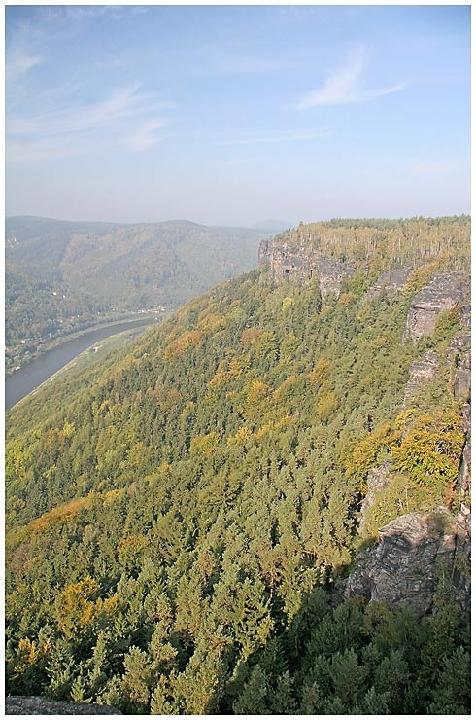
Pohled do údolí Labe po proudu z Růžové vyhlídky

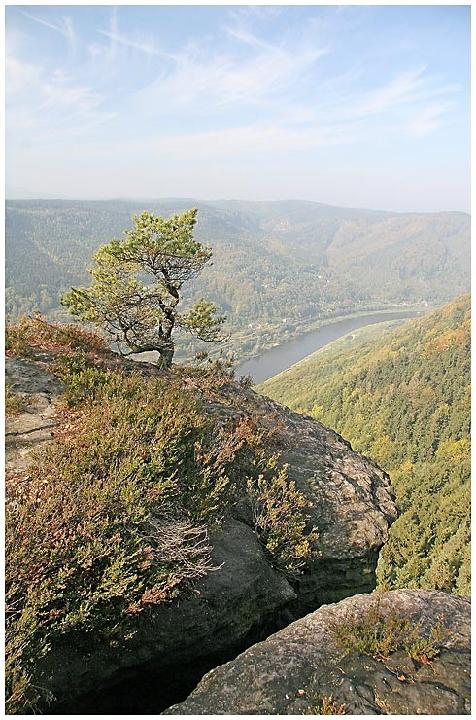
U růžové vyhlídky

Růžová vyhlídka je název pro upravenou skalní vyhlídku ze skály o nadmořské výšce 432 m do údolí Labe nalézající se v Růžovém hřebeni nad údolím Labe naproti osadě Prostřední Žleb asi 4 km severně od okresního města Děčín.
Z vyhlídky jsou pěkné pohledy do údolí Labe a na okolní skály a věže Růžového hřebene.

## Dostupnost
Vyhlídka je pro pěší turisty přístupná nejlépe odbočkou z červeně značené turistické cesty vedoucí v délce asi 15 km z Děčína do Hřenska. Motorizovaní turisté mohou zaparkovat taktéž v obci Bynovec a jít na Růžovou vyhlídku nejprve 1 km po zelené značce na rozcestí s červenou značkou po které poté budou pokračovat cca 1,5 km směrem k Děčínu.